# Elezioni regionali in Sicilia del 1951
Le elezioni per il rinnovo dell'Assemblea Regionale Siciliana si sono volte il 3 giugno 1951. L'affluenza è stata dell'81,7%.
Al termine delle consultazioni, l'incarico di presidente della Regione viene confermato al democristiano Franco Restivo (che già lo deteneva dal 1949).

## Risultati
| Partito                            | Partito                                       | Risultati | Risultati | Risultati | Seggi | Seggi |
| Partito                            | Partito                                       | Voti      | %         | ±         | Num   | ±     |
| ---------------------------------- | --------------------------------------------- | --------- | --------- | --------- | ----- | ----- |
|                                    | Democrazia Cristiana                          | 666 268   | 31,20     | 10,67     | 30    | 10    |
|                                    | Blocco del Popolo (PCI-PSI)                   | 644 784   | 30,19     | 0,19      | 30    | 1     |
|                                    | Movimento Sociale Italiano                    | 273 772   | 12,82     | n.d.      | 11    | n.d.  |
|                                    | Partito Nazionale Monarchico                  | 177 533   | 8,31      | 1,21      | 8     | 1     |
|                                    | Partito Liberale Italiano                     | 131 468   | 6,16      | 12,22     | 5     | 12    |
|                                    | Partito Socialista dei Lavoratori Italiani    | 92 891    | 4,35      | 0,13      | 3     | 1     |
|                                    | Concentrazione Autonomista ed Indipendentista | 42 540    | 1,99      | 6,81      | 1     | 7     |
|                                    | Partito Repubblicano Italiano                 | 35 546    | 1,66      | 2,17      | –     | 3     |
|                                    | Gruppo Sicilia Italiana (PLI-PNM)             | 18 427    | 0,86      | n.d.      | 1     | n.d.  |
|                                    | Blocco Liberale Monarchico (PLI-PNM)          | 18 222    | 0,85      | n.d.      | 1     | n.d.  |
|                                    | Altre liste                                   | 34 034    | 1,59      | n.d.      | –     | n.d.  |
|                                    |                                               |           |           |           |       |       |
| Iscritti                           | Iscritti                                      | 2 681 413 | 100,00    |           |       |       |
| ↳ Votanti (% su iscritti)          | ↳ Votanti (% su iscritti)                     | 2 190 499 | 81,69     | 1,87      |       |       |
| ↳ Voti validi (% su votanti)       | ↳ Voti validi (% su votanti)                  | 2 135 485 | 97,49     |           |       |       |
| ↳ Schede non valide (% su votanti) | ↳ Schede non valide (% su votanti)            | 55 014    | 2,51      |           |       |       |
| ↳ Astenuti (% su iscritti)         | ↳ Astenuti (% su iscritti)                    | 490 914   | 18,31     |           |       |       |

## Deputati regionali
| Deputato               | Collegio      | Partito |
| ---------------------- | ------------- | ------- |
| Domenico Adamo         | Trapani       | PLI     |
| Ignazio Adamo          | Trapani       | PCI     |
| Giuseppe Alessi        | Caltanissetta | DC      |
| Santi Amato            | Siracusa      | PSI     |
| Oscar Andò             | Messina       | PNM     |
| Carmelo Antoci         | Ragusa        | PCI     |
| Orlando Ausiello       | Palermo       | PCI     |
| Gaetano Battaglia      | Ragusa        | DC      |
| Francesco Beneventano  | Catania       | PNM     |
| Annibale Bianco        | Messina       | PNM     |
| Agatino Bonfiglio      | Catania       | PSI     |
| Giulio Bonfiglio       | Agrigento     | DC      |
| Benedetto Bruscia      | Trapani       | DC      |
| Antonino Buttafuoco    | Enna          | MSI     |
| Pietro Castiglia       | Palermo       | PNM     |
| Giuseppe Celi          | Messina       | DC      |
| Salvatore Cimino       | Palermo       | DC      |
| Nicolò Cipolla         | Palermo       | PCI     |
| Pompeo Colajanni       | Enna          | PCI     |
| Salvatore Colosi       | Catania       | PCI     |
| Luigi Cortese          | Caltanissetta | PCI     |
| Michelangelo Cosentino | Catania       | PSLI    |
| Francesco Costarelli   | Catania       | DC      |
| Mario Crescimanno      | Palermo       | MSI     |
| Domenico Cuffaro       | Agrigento     | PCI     |
| Paolo Cuttitta         | Palermo       | PNM     |
| Faust D'Agata          | Siracusa      | PCI     |
| Giuseppe D'Angelo      | Enna          | DC      |
| Paolo D'Antoni         | Trapani       | CAIS    |
| Paolo De Grazia        | Catania       | DC      |
| Giuseppe Di Blasi      | Trapani       | DC      |
| Pietro Di Cara         | Messina       | PCI     |
| Francesco Di Leo       | Agrigento     | DC      |
| Salvatore Di Martino   | Siracusa      | DC      |
| Natale Di Napoli       | Messina       | DC      |
| Vincenzo Faranda       | Messina       | PLI     |
| Mario Fasino           | Palermo       | DC      |
| Francesco Fasone       | Palermo       | PCI     |
| Vincenzo Foti          | Agrigento     | DC      |
| Gaetano Franchina      | Messina       | PSI     |
| Sebastiano Franco      | Siracusa      | PLI     |
| Vincenzo Gentile       | Messina       | MSI     |
| Antonino Germanà       | Messina       | DC      |
| Gioacchino Germanà     | Palermo       | PLI     |
| Cataldo Grammatico     | Trapani       | MSI     |
| Giuseppe Guttadauro    | Palermo       | PLI     |
| Filippo Guzzardi       | Catania       | PCI     |
| Giuseppe La Loggia     | Agrigento     | DC      |
| Rosario Lanza          | Caltanissetta | DC      |
| Barbaro Lo Giudice     | Catania       | DC      |
| Gaetano Lo Magro       | Siracusa      | DC      |
| Emanuele Macaluso      | Caltanissetta | PCI     |
| Benedetto Majorana     | Catania       | PNM     |
| Claudio Majorana       | Catania       | DC      |
| Gina Mare              | Catania       | PCI     |
| Vincenzo Marinese      | Palermo       | MSI     |
| Edoardo Marino         | Agrigento     | MSI     |
| Sergio Marullo         | Messina       | PNM     |
| Angelo Mazzullo        | Messina       | PLI     |
| Silvio Milazzo         | Catania       | DC      |
| Antonino Modica        | Siracusa      | MSI     |
| Giuseppe Montalbano    | Trapani       | PCI     |
| Francesco Morso        | Ragusa        | PLI     |
| Bino Napoli            | Palermo       | PSLI    |
| Guglielmo Nicastro     | Ragusa        | PCI     |
| Antonino Occhipinti    | Caltanissetta | MSI     |
| Mario Ovazza           | Palermo       | PCI     |
| Rosolino Petrotta      | Palermo       | DC      |
| Ernesto Pivetti        | Palermo       | PNM     |
| Francesco Pizzo        | Trapani       | PSI     |
| Vincenzo Purpura       | Caltanissetta | PSI     |
| Antonino Ramirez       | Agrigento     | PCI     |
| Santi Recupero         | Messina       | PSLI    |
| Francesco Renda        | Agrigento     | PCI     |
| Franco Restivo         | Palermo       | DC      |
| Fedele Romano          | Ragusa        | DC      |
| Giuseppe Romano        | Messina       | DC      |
| Calogero Russo         | Agrigento     | PSI     |
| Giuseppe Russo         | Catania       | DC      |
| Michele Russo          | Enna          | PSI     |
| Andrea Saccà           | Messina       | PCI     |
| Antonino Salamone      | Palermo       | DC      |
| Giuseppe Sammarco      | Enna          | DC      |
| Antonino Santagati     | Catania       | MSI     |
| Orazio Santagati       | Catania       | MSI     |
| Giuseppe Seminara      | Palermo       | MSI     |
| Francesco Taormina     | Palermo       | PSI     |
| Paola Tocco            | Palermo       | DC      |
| Antonino Varvaro       | Catania       | PCI     |
| Pietro Zizzo           | Trapani       | PSI     |